# Strzelanina w szkole w Eppstein
Strzelanina w szkole w Eppstein – strzelanina szkolna, która miała miejsce 3 czerwca 1983 roku w szkole w miejscowości Eppstein w Niemczech Zachodnich. W strzelaninie zginęło 6 osób, w tym sprawca-samobójca, a 14 zostało rannych.

## Przebieg
Sprawca podjechał pod szkołę o godz. 7:20 rano, a kilka godzin później, o godz. 10:45 wszedł do jednej z klas w szkole i zaczął strzelać do dzieci i nauczycieli. Zastrzelił troje dzieci, jednego z nauczycieli, a także policjanta, który wbiegł do klasy zaalarmowany wystrzałami. Napastnik chwilę później zabił się strzałem w głowę; w wyniku ataku wiele dzieci, które widziało zdarzenie, cierpiało potem na zespół szoku pourazowego.

## Sprawca
Sprawcą masakry był 34-letni Karel Charva, Czech z pochodzenia. Mieszkał we Frankfurcie nad Menem i pracował jako ochroniarz, a także zamierzał zostać nauczycielem; według jego sąsiadów prowadził samotne życie i w ostatnim czasie przed atakiem miał niepowodzenia zawodowe przez co stał się agresywny i zaczął nadużywać alkoholu - autopsja wykazała, że Charva w momencie ataku był pod wpływem alkoholu.